# ...plagéz?
...plagéz? è il dodicesimo album in studio del gruppo musicale italianoi Gem Boy, pubblicato nel 2001.

## Descrizione
Il titolo e la copertina sono una parodia dell'album ...Squérez? dei Lùnapop. La particolarità di questo album sono i numerosi spot (situati tra una canzone e l'altra) che pubblicizzano una serie di prodotti inesistenti in vendita in un centro commerciale altrettanto inesistente. I vari spot sono pubblicizzati utilizzando lo stesso metodo usato per le canzoni, ovvero come cover di canzoni famose.

## Tracce
1. Just my imagination (2.55)
2. Qualcosa di grande (3.57)
3. Giorni felici (1.53)
4. Maxitamponamento (4.16)
5. Buon compleanno (4.35)
6. Luciano (2.47)
7. Diecimila (1.03)
8. Skizzi-nosa (2.31)
9. Dammi solo un minuto (4.03)
10. Potatina patatina (3.40)
11. Le scende (3.50)
12. La potenza è nulla senza il control (3.42)
13. Profano (3.08)

### Spot
1. Centro Menarca (1.46)
2. Sventrax (1.19)
3. Piccolo Rapinatore (1.35)
4. Zippi (2.05)
5. Gene del piacere anale (1.31)
6. Matrix (1.42)
7. Sporcogrosso (1.19)
8. Rutta (1.05)
9. Attila (1.13)
10. Stimolino (1.00)
11. Baby-Kill (1.56)
12. Smacchiasesso (1.27)

Questi "spot" sono introdotti dal jingle del bumper pubblicitario di Rai 1 utilizzato dal 2000 al 2003.

### Le cover
Le canzoni storpiate presenti in questo album sono Just My Imagination dei Cranberries (per l'omonima prima traccia), Una su un milione di Alex Britti (per Profano), Urlando contro il cielo di Ligabue (per Potatina patatina), Dammi solo un minuto dei Pooh (per l'omonima nona traccia), Io sono Francesco di Francesco Tricarico (per Luciano), Pegasus fantasy dei Makeup (per La potenza è nulla senza il control), Qualcosa di grande dei Lùnapop (per l'omonima seconda traccia), Dipende di Jarabe de Palo (per Le scende), 99 Luftballons di Nena (per Skizzi-nosa), Ci sei tu di Nek (per Maxitamponamento), la sigla del cartone Mila & Shiro, due cuori nella pallavolo cantata da Cristina D'Avena (per Diecimila), la sigla del telefilm Happy Days di Pratt, Mc Lain e Brother Love (per Giorni felici) e Easy dei Commodores (per Buon compleanno).

## Formazione
- Carlo Sagradini - voce
- Giacomo - tastiere
- Davide - chitarra
- Siro - basso
- Max - batteria